# 리아 미셸
리아 미셸(Lea Michele, 1986년 8월 29일 ~ )은 미국의 배우, 가수이다.

### 영화
- 《오즈의 마법사 : 돌아온 도로시》 (2013년) - 도로시 목소리 역
- 《뉴욕의 연인들》 (2011년) - 엘리즈 역

### 드라마
- 《글리 시즌6》 (2015년)
- 《글리 시즌5》 (2013년)
- 《글리 시즌4》 (2012년)
- 《글리 시즌3》 (2011년)
- 《글리 시즌2》 (2010년)
- 《글리 시즌1》 (2009년) - 레이첼 베리 역